# Lista över fornlämningar i Norrköpings kommun (Krokek)
Lista över fornlämningar i Norrköpings kommun (Krokek) är en förteckning av ett urval av de fornlämningar som finns i Krokek i Norrköpings kommun.
| Namn                                    | Lämningstyp                      | Tillkomsttid | Historisk indelning  | Plats | Läge                 | ID-nr          | Bild                                      |
| --------------------------------------- | -------------------------------- | ------------ | -------------------- | ----- | -------------------- | -------------- | ----------------------------------------- |
| Krokek 2:1                              | Gravfält                         |              | Krokek, Östergötland |       | 58.660472, 16.406746 | 10044900020001 | Ladda upp en bild av detta fornminne      |
| Krokek 3:1                              | Gravfält                         |              | Krokek, Östergötland |       | 58.658864, 16.406868 | 10044900030001 | Ladda upp en bild av detta fornminne      |
| Krokek 4:1                              | Stensättning                     |              | Krokek, Östergötland |       | 58.657685, 16.406692 | 10044900040001 | Ladda upp en bild av detta fornminne      |
| Kungshögen (Krokek 9:1)                 | Röse                             |              | Krokek, Östergötland |       | 58.678621, 16.338721 | 10044900090001 | Ladda upp en bild av detta fornminne      |
| Krokek 10:1                             | Stensättning                     |              | Krokek, Östergötland |       | 58.677795, 16.334614 | 10044900100001 | Ladda upp en bild av detta fornminne      |
| Krokek 10:2                             | Stensättning                     |              | Krokek, Östergötland |       | 58.677665, 16.334699 | 10044900100002 | Ladda upp en bild av detta fornminne      |
| Krokek 12:1                             | Borg                             |              | Krokek, Östergötland |       | 58.669134, 16.378168 | 10044900120001 | Ladda upp en till bild av detta fornminne |
| Krokek 15:1                             | Stensättning                     |              | Krokek, Östergötland |       | 58.687439, 16.373452 | 10044900150001 | Ladda upp en bild av detta fornminne      |
| Krokek 15:2                             | Stensättning                     |              | Krokek, Östergötland |       | 58.687240, 16.373587 | 10044900150002 | Ladda upp en bild av detta fornminne      |
| Tussmötet (äldre i orten) (Krokek 17:1) | Gravfält                         |              | Krokek, Östergötland |       | 58.686638, 16.363831 | 10044900170001 | Ladda upp en bild av detta fornminne      |
| Krokek 20:1                             | Minnesmärke                      |              | Krokek, Östergötland |       | 58.660819, 16.425178 | 10044900200001 | Ladda upp en bild av detta fornminne      |
| Krokek 20:2                             | Minnesmärke                      |              | Krokek, Östergötland |       | 58.660882, 16.425141 | 10044900200002 | Ladda upp en bild av detta fornminne      |
| Krokek 26:1                             | Stensättning                     |              | Krokek, Östergötland |       | 58.674136, 16.407154 | 10044900260001 | Ladda upp en bild av detta fornminne      |
| Krokek 26:2                             | Stensättning                     |              | Krokek, Östergötland |       | 58.674033, 16.406760 | 10044900260002 | Ladda upp en bild av detta fornminne      |
| Krokek 28:1                             | Kyrka/kapell                     |              | Krokek, Östergötland |       | 58.706874, 16.378478 | 10044900280001 | Ladda upp en till bild av detta fornminne |
| Krokek 28:3                             | Begravningsplats                 |              | Krokek, Östergötland |       | 58.706747, 16.378196 | 10044900280003 | Ladda upp en bild av detta fornminne      |
| Krokek 28:5                             | Kloster                          |              | Krokek, Östergötland |       | 58.706450, 16.378871 | 10044900280005 | Ladda upp en bild av detta fornminne      |
| Krokek 29:1                             | Gränsmärke                       |              | Krokek, Östergötland |       | 58.422626, 16.224242 | 10044900290001 | Ladda upp en till bild av detta fornminne |
| Krokek 29:2                             | Gränsmärke                       |              | Krokek, Östergötland |       | 58.422666, 16.224187 | 10044900290002 | Ladda upp en till bild av detta fornminne |
| Krokek 36:1                             | Gravfält                         |              | Krokek, Östergötland |       | 58.659805, 16.405533 | 10044900360001 | Ladda upp en bild av detta fornminne      |
| Krokek 37:1                             | Husgrund, förhistorisk/medeltida |              | Krokek, Östergötland |       | 58.661096, 16.405137 | 10044900370001 | Ladda upp en bild av detta fornminne      |
| Krokek 38:1                             | Gravfält                         |              | Krokek, Östergötland |       | 58.659261, 16.406078 | 10044900380001 | Ladda upp en bild av detta fornminne      |
| Krokek 41:1                             | Hällristning                     |              | Krokek, Östergötland |       | 58.662484, 16.408081 | 10044900410001 | Ladda upp en bild av detta fornminne      |
| Krokek 49:1                             | Begravningsplats                 |              | Krokek, Östergötland |       | 58.708510, 16.365154 | 10044900490001 | Ladda upp en bild av detta fornminne      |
| Krokek 64:1                             | Stensättning                     |              | Krokek, Östergötland |       | 58.678170, 16.342277 | 10044900640001 | Ladda upp en bild av detta fornminne      |
| Krokek 65:1                             | Stensättning                     |              | Krokek, Östergötland |       | 58.678747, 16.342412 | 10044900650001 | Ladda upp en bild av detta fornminne      |
| Krokek 66:1                             | Röse                             |              | Krokek, Östergötland |       | 58.679789, 16.341056 | 10044900660001 | Ladda upp en bild av detta fornminne      |
| Krokek 66:2                             | Stensättning                     |              | Krokek, Östergötland |       | 58.679708, 16.340928 | 10044900660002 | Ladda upp en bild av detta fornminne      |
| Krokek 73:1                             | Minnesmärke                      |              | Krokek, Östergötland |       | 58.690972, 16.312938 | 10044900730001 | Ladda upp en bild av detta fornminne      |